# Berry Pomeroy Castle
Berry Pomeroy Castle är ett slott i Storbritannien.   Det ligger i grevskapet Devon och riksdelen England, i den södra delen av landet, 270 km väster om huvudstaden London. Berry Pomeroy Castle ligger 73 meter över havet.
Terrängen runt Berry Pomeroy Castle är huvudsakligen platt, men söderut är den kuperad. Runt Berry Pomeroy Castle är det ganska tätbefolkat, med 96 invånare per kvadratkilometer. Närmaste större samhälle är Torquay, 8,8 km öster om Berry Pomeroy Castle. Trakten runt Berry Pomeroy Castle består i huvudsak av gräsmarker.